# Bad Oldesloe
Bad Oldesloe ([ˈbaːt ˌɔldəsˈloː] , avec e final d'allongement); en bas allemand : Bad Oschloe) est une ville allemande située dans le Land de Schleswig-Holstein. Elle est la sous-préfecture de l'arrondissement de Stormarn.

## Histoire
En 1515, un privilège royal autorise l’entrepreneur Mathias Mulich de Lübeck à installer sa première chaudronnerie le long de la Beste. L’ouverture d’un canal Alster-Beste, en 1529, fait d’Oldesloe un port de transit entre Hambourg et Lübeck. L’annexion du faubourg de Rethwischfeld, en 1972, rattache le château de Rethwisch (1699), qui fut jusqu’en 1729 la résidence des ducs de Schleswig-Holstein-Sonderburg-Plön-Rethwisch, à Oldesloe. Le 22 mai 1798, la ville a été ravagée par un incendie.

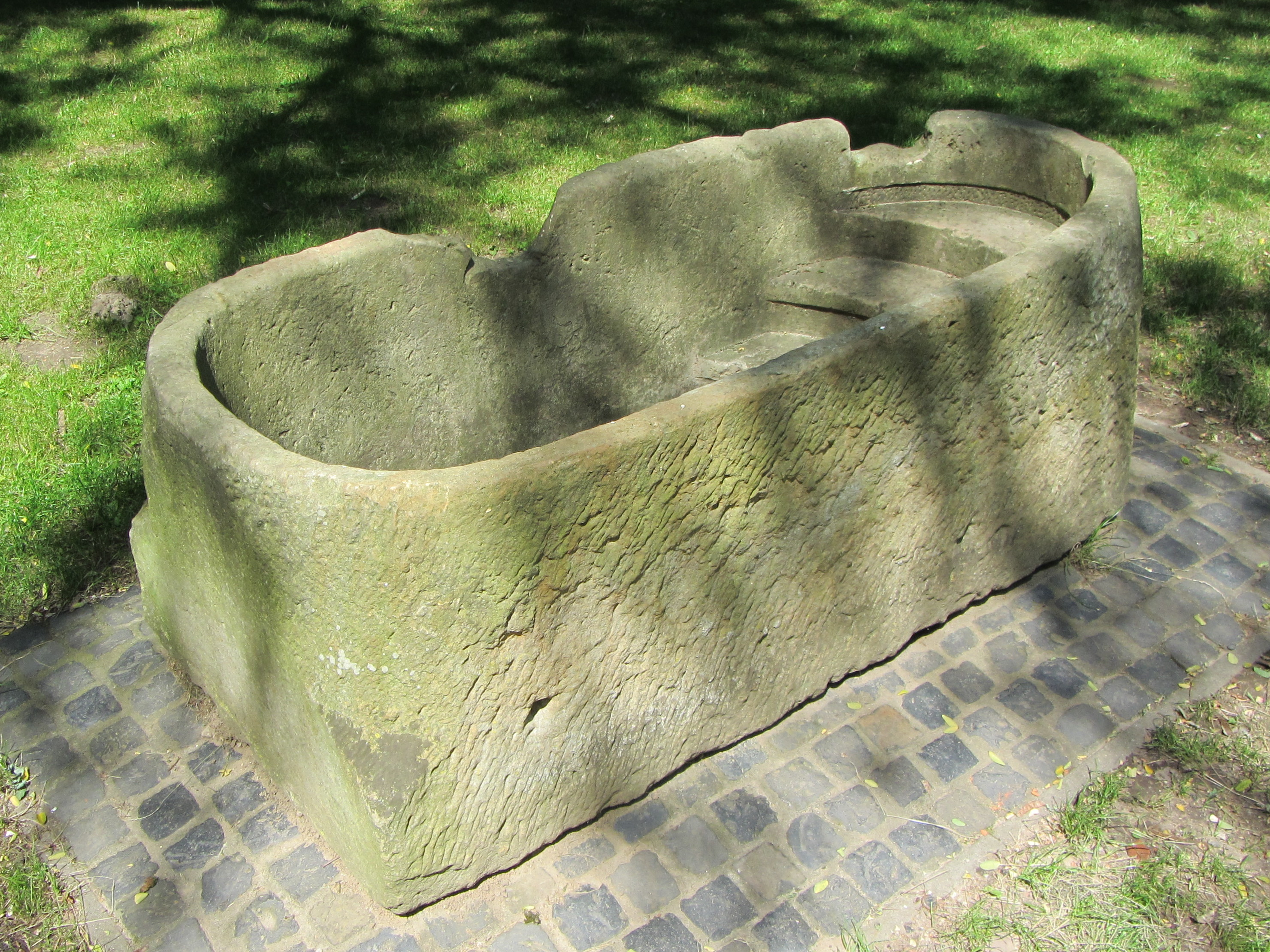
Baignoire de la station thermale (1813), exposée depuis dans les jardins de cette institution comme souvenir.

En 1813, la ville s'est dotée d'une station thermale moderne, mais n’a obtenu l’appellation Bad qu’en 1910, à un moment où, pourtant, cette activité était largement en déclin. Bien qu’elle n’ait plus le statut de station thermale, elle conserve ce nom depuis. Le dernier entrepôt de sel des Salines d’Oldesloe à Lübeck le long de la Trave avait été vendu en 1839.
Avec le raccordement à la ligne de chemin de fer en 1865 (Hambourg–Bad Oldesloe–Lübeck), le trafic fluvial de la Trave, jusque-là essentiel pour la ville, s'est interrompu. La ligne Elmshorn–Bad Oldesloe (via Ulzburg et Barmstedt), inaugurée en 1907, a été exploitée jusqu'en 1973.
Après le bombardement de Hambourg de l’été 1943, le siège de l’arrondissement a été transféré de Hambourg-Wandsbek à Bad Oldesloe, pourtant touchée depuis 1940 par les attaques aériennes. Un raid de la Royal Air Force, le 24 avril 1945, a tué 700 personnes et en a blessé 300, cependant que des centaines de maisons étaient détruites. Le 2 mai 1945, alors que les Alliés achevaient la conquête de l’Allemagne, Bad Oldesloe se rendit sans combat aux forces britanniques,. Deux jours plus tôt, Hans-Georg von Friedeburg avait signé à Lüneburg la capitulation de toutes les armées allemandes du Nord-ouest (Hanovre, Pays-Bas et Danemark) au nom de l’amiral Dönitz et du Gouvernement de Flensbourg.
Depuis 1949, le siège d'arrondissement a regagné Hambourg.

## Jumelages
La ville de Bad Oldesloe est jumelée avec :
- Be'er Ya'akov (Israël) depuis 1987 ;
- Olivet (France) depuis 1996 ;
- Kołobrzeg (Pologne) depuis 1996 ;
- Jifna (Palestine) depuis 2015.

## Économie
Bad Oldesloe héberge le site de transports logistique Schmechel Transport GmbH, et le fabricant d'équipement de balayage de voirie et de véhicules utilitaires ultra-légers Hako GmbH.

## Personnalités
- Dietrich Buxtehude
- Rouwen Hennings
- Julia Görges, joueuse de tennis professionnelle